# Cricket in Afghanistan
Cricket ist in Afghanistan die wichtigste Sportart. Der professionelle Cricket-Sport wird vom Afghanistan Cricket Board (ACB) organisiert. Die afghanische Nationalmannschaft ist seit dem Jahr 2018 berechtigt Test Cricket zu bestreiten.

## Geschichte

### Anfänge des Crickets in Afghanistan
Cricket wurde hauptsächlich durch Rückkehrer aus pakistanischen Flüchtlingslagern während der 1990er Jahre ins Land gebracht. Zwischen 1996 und 2000 war Cricket wie andere Sportarten auch unter der Regierung der Taliban verboten. Der nationale Verband wurde 1995 gegründet und fand 2001 Aufnahme in den Weltverband International Cricket Council. Die erste Teilnahme an einer Weltmeisterschaft erfolgte im Twenty20 beim ICC World Twenty20 2010 und im erfolgte beim ODI-Cricket beim Cricket World Cup 2015.

### Test Status und seine Folgen
Am 22. Juni 2017 erfolgte die Erhebung zur Test-Nation und im Juni 2018 trug man gegen Indien den ersten Test aus.
Mit dem Aufstieg zur Test-Nation erfolgte auch die Verleihung von First-Class und List-A-Status für die nationalen Wettbewerbe. Nationale Turniere werden, wenn sie Spieler aus Übersee beinhalten meist in den Vereinigten Arabischen Emiraten ausgetragen, die Nationalmannschaft bestreitet ihre Heimspiele in Indien. Frauen-Cricket ist in Afghanistan umstritten, jedoch wurden im November 2020 erste zentrale Verträge mit Frauen abgeschlossen um eine Nationalmannschaft aufzubauen.

## Organisation
Der seit 1995 existierende Verband Afghanistan Cricket Board organisiert in Afghanistan sowohl das nationale, als auch das internationale Cricket. Er ist Vollmitglied im International Cricket Council.

## Nationales Cricket
Das vom ACB organisierte Cricket umfasst auf dem obersten Niveau folgende Wettbewerbe.

### First Class Cricket
Seit 2014 wird mit dem Ahmad Shah Abdali 4-day Tournament ein Vier-Tages-Wettbewerb veranstaltet, der seit 2017 First-Class-Status besitzt.

### List A Cricket
Seit 2017 wird mit dem Ghazi Amanullah Khan Regional One Day Tournament auch ein 50-Over List-A-Wettbewerb ausgetragen. Dieser wird zwischen Mannschaften der Regionen ausgetragen.

### Twenty20 Cricket
Der wichtigste Twenty20-Wettbewerb im Land ist die Shpageeza Cricket League. Sie wurde 2013 gegründet und hat seit 2017 List-A und kurz darauf Twenty20-Status. Mit der Afghanistan Premier League wurde 2018 ein Franchise-basierte Liga geschaffen, die in den Vereinigten Arabischen Emiraten ausgetragen wird und so auch Spieler aus Übersee anlockt.

### Abseits der nationalen Ligen
Auf regionaler Ebene gibt es einzelne Cricketligen, vornehmlich von den Provinzen ausgetragen.

## Popularität des Crickets in Afghanistan
Cricket ist für Afghanistan, vor allem nach den langen kriegerischen Auseinandersetzungen im Land, eine wichtige nationale Identifikationsgrundlage und ein positives Aushängeschild für das Land in der Welt. Durch Investitionen in Spielfelder und Akademien konnte sich das Spiel gut etablieren.